# Církevní oblast Sardinie
Církevní oblast Sardinie (ital. Regione ecclesiastica Sardegna) je jedna z 16 církevních oblastí, do nichž je rozdělena římskokatolická církev v Itálii. Její hranice se  kryjí s hranicemi italského regionu Sardinie. 

## Rozdělení
Církevní oblast Sardinie tvoří tři metropole a jejich sedm sufragánních diecézí:
- Arcidiecéze Cagliari
  - Diecéze Iglesias
  - Diecéze Lanusei
  - Diecéze Nuoro
- Arcidiecéze Oristano
  - Diecéze Ales-Terralba
- Arcidiecéze Sassari
  - Diecéze Alghero-Bosa
  - Diecéze Ozieri
  - Diecéze Tempio-Ampurias

## Statistiky
- plocha: 24 090 km²
- počet obyvatel: 1 639 942
- počet farností: 625

## Biskupská konference oblasti Sardinie
- Předseda: Antonio Mura, biskup nuorský
- Místopředseda: Giuseppe Baturi, arcibiskup cagliarský
- Sekretář: Sebastiano Sanguinetti, biskup v Tempio-Ampurias